# パトリ (ゲーム)

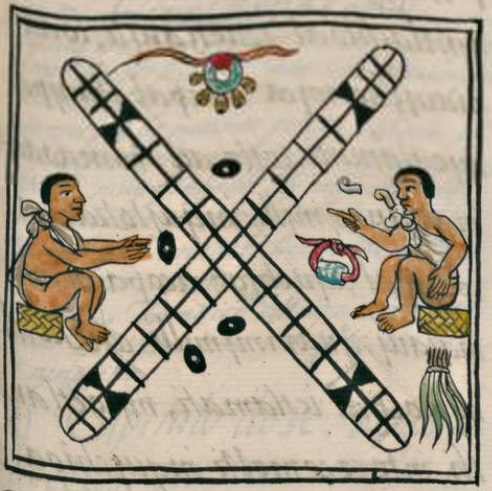
フィレンツェ絵文書よりパトリを遊ぶ様子

パトリ（Patolli）は、アステカのボードゲーム。ふたりで行うダイスゲームの一種で、すごろくに似る。賭博として行われた。

## ルール

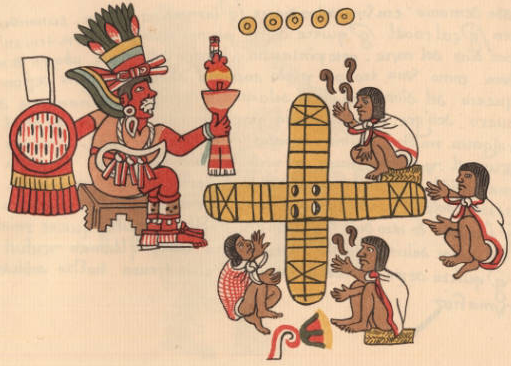
マリアベッキアーノ絵文書より、4人でパトリを行う様子。左にいるのはマクイルショチトル（ゲームの神）

パトリとは平たい形をした黒い豆の一種で、これをサイコロがわりに使用した。豆は5枚を使用し、それぞれ片面に白印が記されている。これを投げて、出た白印の合計の数だけ駒を進める。ただし5が出たときは10個すすめ、0の場合は20個進める。
パトリの盤は特徴的な十字型をしており、そこに全部で52のマス目が描かれている。敷物の上に描かれるか、または床に刻まれている。
競技者は2人、または4人が2人ずつのチームを組む。各6個の石を駒として使用し、赤と青の色によって敵味方を区別する。
駒が止まった位置に敵の駒があった場合、敵の駒はふりだしに戻される。すべての駒について、52のマス目を先に一周させた側の勝ちになる。
ゲームの詳細は不明な点も多く、どこからはじめてどう動かすかもわかっていない。R・C・ベルは実際に遊ぶ場合のために、中央の4マスのうち自分に近いマスをふりだしとする、駒は時計回りと反時計回りのどちらに動かしてもよいが、おなじ競技者のすべての駒は同じ方向に動かさなければならない、などのルールを推奨している。
パトリについて最も詳しい記録を残した16世紀のディエゴ・ドゥランによると、競技者は宝石や家、妻の宝石までを賭け、すべてを失った競技者が自分自身を賭けて、負ければ勝者の奴隷になることもあった。サイコロを振るときには大声でゲームの守護神であるマクイルショチトル（5の花）か、または酒（プルケ）の守護神であるオメトチトリ（2のウサギ）の名を叫んだ。世界の他の地域と同じく、酒と賭博は密接に関係していた。

## 宗教的意味
パトリは単なるゲームではなく、宗教的な意味があったと考えられている。ジャック・スーステルによると、52のマス目は52年のカレンダー・ラウンドを象徴し、勝利は生命の連続を、敗北は世界の終りを予測するものだった。ティモシー・ケンドールは52のマスは祭祀暦（トナルポワリ）の260日周期の1⁄5にあたり、ゲームの結果は次の52日間の運勢を示すとする。あるいは、2つのチームが52のマス目を回るので、52×2の104は、金星の会合周期である584日、祭祀暦の260日、太陽暦（シウポワリ）の365日の最小公倍数にあたる104年（104×365 = 146×260 = 65×584）に一致する。

## 歴史

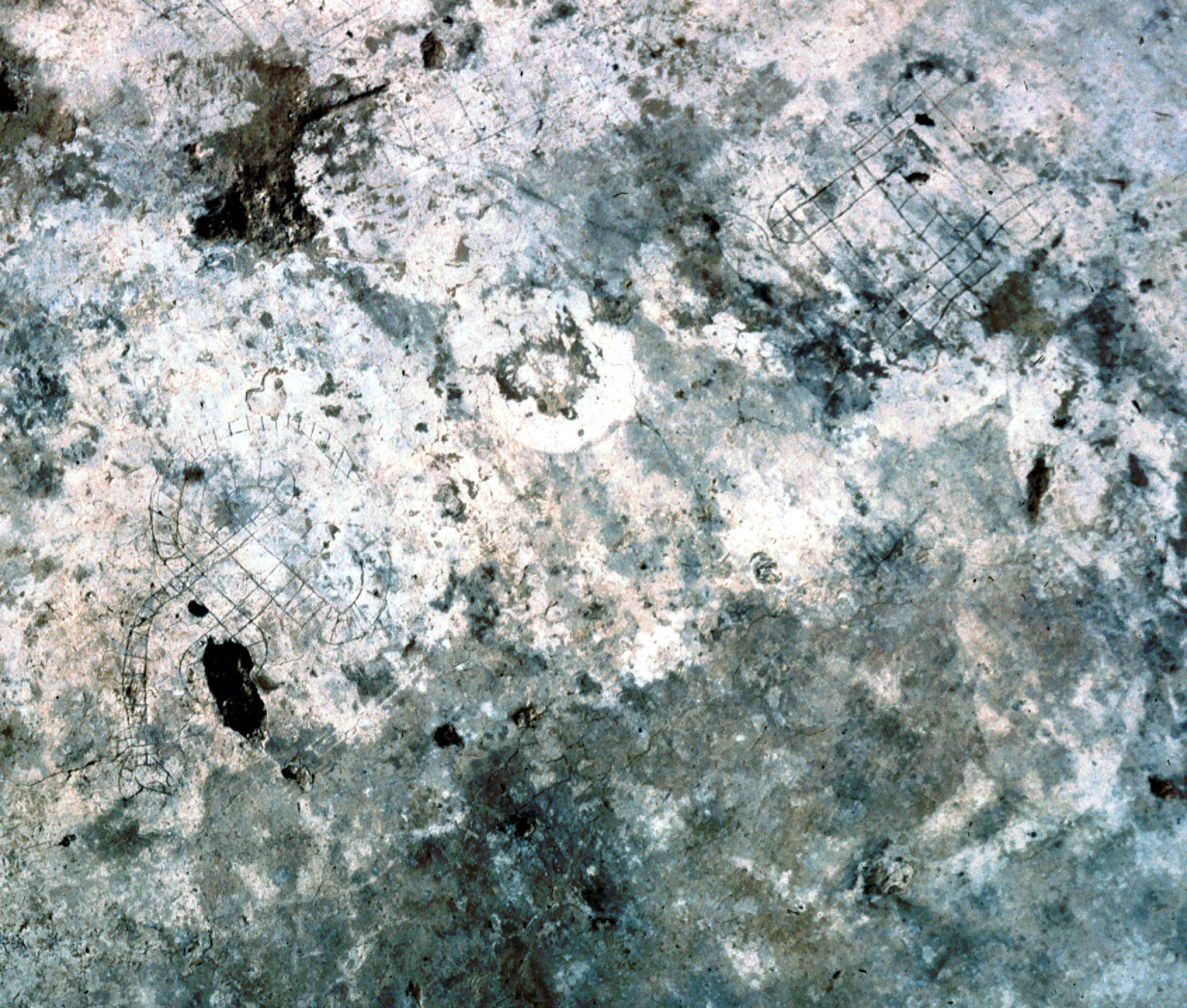
テオティワカンのゲーム盤

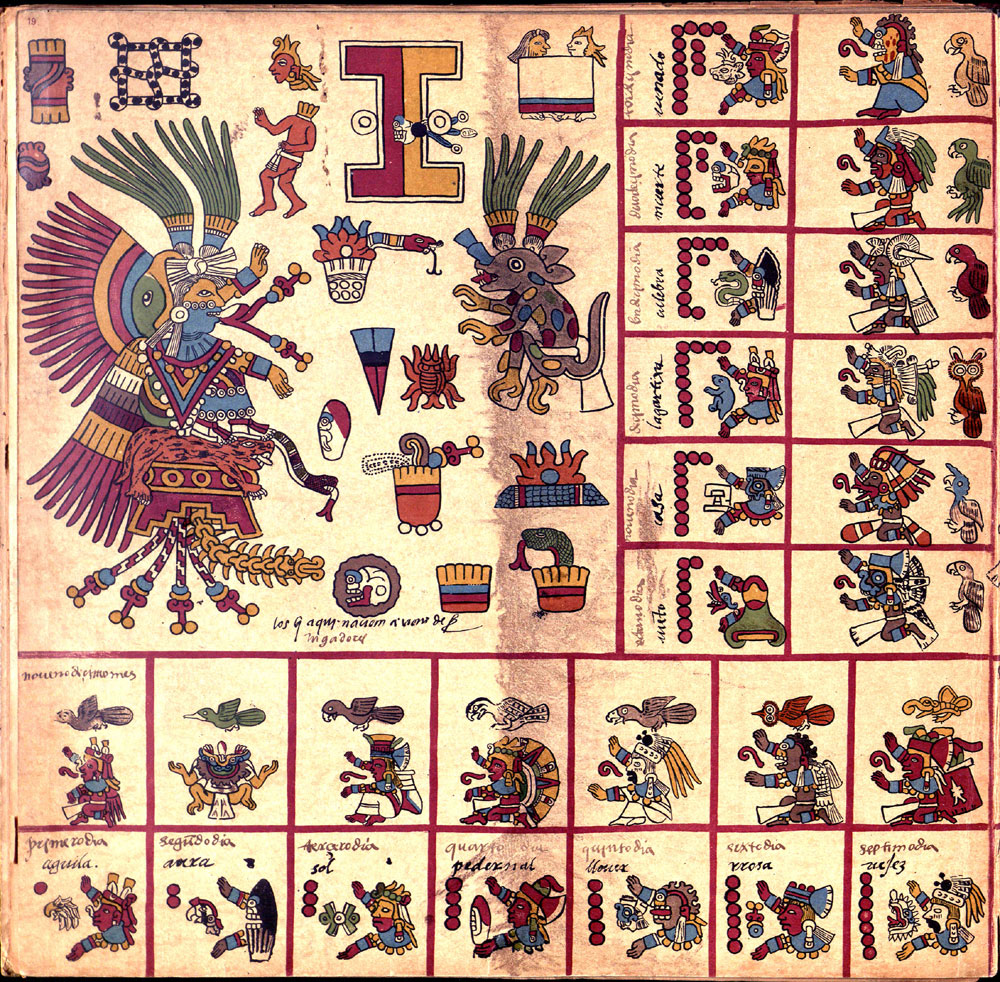
ブルボン絵文書より「1の鷲」からの13日間（トレセーナ）を示す。左上に「田」の字をしたゲーム盤がある。その下に女神ショチケツァルが描かれている

19世紀の人類学者エドワード・バーネット・タイラーはパトリのインド起源説を唱えた。たしかにパトリの盤と動かし方はインドのパチーシによく似ているが、両者に関係があるという証拠は見出されていない。
パトリと似たゲームは、おそくとも古典期前期（西暦300-600年ごろ）にはメソアメリカ全体で行われていた。テオティワカンの床や中庭に刻んだ7世紀ごろの盤が発見されており、マヤ文明の遺跡でもセイバル、ウシュマル、チチェン・イッツァなどから発見されている。12世紀のトゥーラでも漆喰の舗装の上に描かれた6種類の盤が発見された。
しかし、これらのゲーム盤は後世のアステカのものとは異なり、漢字の「田」のように、十字型が正方形の中にはいった形をしていた。同様の盤はミシュテカのウィーン絵文書にも見られる。
ミチョアカン州のタラスコ族や、アメリカ合衆国南西部のプエブロにも同様のゲームがある。